# Marissa Jaret Winokur
Marissa Jaret Winokur, née le 2 février 1973 à New York, est une actrice américaine. En 2003 elle remporte le Tony Award de la meilleure actrice en interprétant à Broadway le rôle principal dans la comédie musicale Hairspray, adaptée du film de John Waters. Elle apparait dans plus d'une cinquantaine de films et séries télévisées depuis 1993, avec notamment des rôles récurrents dans Les Lectures d'une blonde (Stacked) et Retired at 35.

## Biographie
Marissa Jaret Winokur nait le 2 février 1973 à New York. Elle fréquente la Fox Lane High School (en) de Bedford, puis est diplômée de l'American Musical and Dramatic Academy (en) en 1993. 
Elle fait ses débuts dans des épisodes de séries télévisées puis décroche des petits rôles au cinéma en 1999 dans College Attitude, Mrs. Tingle et American Beauty. En 2002 elle joue sur scène  au Neil Simon Theatre, interprétant le rôle principal dans Hairspray, pour lequel elle reçoit le Tony Award de la meilleure actrice dans une comédie musicale.
Le grand public la retrouve à la télévision dans de multiples apparitions, avec notamment des rôles récurrents dans les sitcoms Les Lectures d'une blonde (Stacked) et Retired at 35.
En 2008, Marissa Jaret Winokur parvient en demi-finale de la saison 6 de l'émission Dancing with the Stars. 
En 2018 elle remporte la première édition de Celebrity Big Brother.

## Vie privée
Marissa Jaret Winokur épouse l'auteur et producteur Judah Miller (en) en octobre 2006. Guérie d'un cancer du col de l'utérus quelques années auparavant, elle ne peut pas avoir d'enfants, alors le couple recourt à une mère porteuse pour avoir un fils, prénommé Zev Isaac, né le 22 juillet 2008.

## Théâtre
- 1994 : Grease de Jim Jacobs et Warren Casey (en) : Jan (Eugene O'Neill Theatre)
- 2002-2003 : Hairspray de Marc Shaiman et Scott Wittman (en) :  Tracy Turnblad (Neil Simon Theatre)

## Filmographie

### Cinéma
- 1999 : College Attitude de Raja Gosnell : Sheila
- 1999 : Mrs. Tingle de Kevin Williamson : Étudiante (non créditée)
- 1999 : American Beauty de Sam Mendes : Janine, la fille au comptoir
- 2000 : Scary Movie de Keenen Ivory Wayans : Victime dans le garage
- 2000 : Sleep Easy, Hutch Rimes de Matthew Irmas (en) : Brenda
- 2001 : On Edge de Karl Slovin : Wendy Wodinski
- 2001 : Amy's Orgasm (en) de Julie Davis (en) : Radio P.A.
- 2002 : Role of a Lifetime d'Antony Alda (en) : Fille
- 2002 : Now You Know (en) de Jeff Anderson : Amie de Lea
- 2005 : Terrain d'entente de Peter et Bobby Farrelly : Sarah
- 2017 : Muffin Top: A Love Story (en) de Cathryn Michon (en) : Elise
- 2019 : Pauvre Toutou ! de Kevin Johnson : Claire (voix)
- 2020 : Feel the Beat d'Elissa Down : elle-même
- 2020 : Divos! de Ryan Patrick Bartley : Sœur Hartt
- 2020 : Rocky Horror Show: Livestream Theater (vidéo) : Janet Weiss

### Télévision
- 1993 : Sesame Street : Technicienne radio (saison 24, épisode 91)
- 1995 : Notre belle famille : Danseuse (saison 5, épisode 9)
- 1998 : Steve Harvey Show : Kimmie (saison 3, épisode 5)
- 1998 : Les Californiens (en) (Malibu, CA) : Melody (saison 1, épisode 8)
- 1999 : Chérie, j'ai rétréci les gosses : Glenda (saison 2, épisode 22)
- 1999 : La Famille Green : Annie (épisode 21)
- 1999 : Felicity : Nancy (saison 2, épisode 1)
- 1999 : City Guys (en) : Marcy Lake (saison 3, épisode 12)
- 1999-2000 : Dharma et Greg : Anita (2 épisodes)
- 2000 : Chicken Soup for the Soul : Bella (saison 1, épisode 17)
- 2000 : Moesha : Theresa Loman (2 épisodes)
- 2000 : Larry et son nombril : Femme dans l’ascenseur (saison 1, épisode 5)
- 2000 : Voilà ! : Dee Dee (saison 5, épisode 6)
- 2001 : Nikki : Lizzy (saison 1, épisode 15)
- 2001 : The Ellen Show : Tina (épisode 4)
- 2001 : Boston Public : Courtney Schaffer (saison 2, épisode 1)
- 2003 : Late Night with Conan O'Brien : Invitée (saison 10, épisode 55)
- 2003 : Beautiful Girl (en) de Douglas Barr (téléfilm) : Becca Wasserman
- 2004 : Good Girls Don't (en) : Persephone (épisode 5)
- 2005 : Les Héros d'Higglyville : Héros du Taxi (saison 1, épisode 19)
- 2005 : Jack et Bobby : Margaret (épisode 18)
- 2005-2006 : Les Lectures d'une blonde : Katrina (19 épisodes)
- 2005-2018 : American Dad! : Jewel / Assistante / Candace / ... (11 épisodes)
- 2006 : Ultra de Helen Shaver (téléfilm) : Veronique
- 2007 : Le Jeu de la vérité de Nell Scovell (téléfilm) : Dr Theodora 'Teddy' Hohn
- 2007 : Joyeux Noël Shrek ! de Gary Trousdale (téléfilm) : Libraire
- 2007 : Fugly de Todd Holland (téléfilm) : Tammy Stump
- 2007-2008 : Les Rois du Texas : Melinda / Doreen (4 épisodes)
- 2011 : The Cleveland Show : Grande femme (saison 2, épisode 13)
- 2011 : Shake It Up : Ms. Nancy (saison 2, épisode 8)
- 2011 : Hot in Cleveland : Kim (saison 3, épisode 4)
- 2011-2012 : Yo Gabba Gabba! : Barbara (2 épisodes)
- 2012 : Retired at 35 : Amy Robbins (10 épisodes)
- 2012 : Guys with Kids : Linda Allmendinger (épisode 6)
- 2013 : Bubulle Guppies : voix (saison 2, épisode 19)
- 2013 : My Synthesized Life : Rhonda (épisode 1)
- 2013 : Major Crimes : Chanteurse de karaoké (saison 2, épisode 9)
- 2013-2014 : Melissa and Joey : Theresa (saison 3, 5 épisodes)
- 2014 : Les Experts : Dawn Meadows (saison 15, épisode 4)
- 2014-2015 : Playing House (en) : Candy (5 épisodes)
- 2015 : All Stars d'Alex Hardcastle (en) (téléfilm) : Donna
- 2016 : Scream Queens : Shelly (saison 2, épisode 7)
- 2016 : Hairspray Live! de Kenny Leon (en) et Alex Rudzinski (téléfilm) : Pinkette
- 2016 : Not Today Bianca : Becky (épisode 1)
- 2017 : Girls : Patty (saison 6, épisode 7)
- 2018 : Amour, Gloire et Beauté : Organisatrice de mariage (épisode 7838)
- 2018 : La Gourmandise de Noël (A Very Nutty Christmas) de Colin Theys (téléfilm) : Rosa
- 2018-2019 : A Million Little Things : Linda (2 épisodes)
- 2018-2019 : Crashing (en) : Guinevere (2 épisodes)
- 2019 : Les Goldberg : Eileen Leffler (saison 6, épisode 17)
- 2019 : Liza on Demand (en) : elle-même (saison 2, épisode 6)
- 2019 : Perfect Harmony : Barb (2 épisodes)
- 2020-2021 : What We Do in the Shadows : Charmaine (2 épisodes)